# První festival druhé kultury
První festival druhé kultury byla oslava spojená s několika koncerty, jednalo se o zásadní událost pro formování českého undergroundu. Uskutečnila se 1. září 1974 v sokolovně v Postupicích (okres Benešov) při příležitosti svatby Arnošta a Jarky Hanibalových. Na akci dále navazovaly Druhý festival druhé kultury dne 21.2.1976 v Bojanovicích (okres Praha-západ), Třetí festival druhé kultury na Hrádečku (okres Trutnov) a silvestrovský Čtvrtý festival druhé kultury dne 29. 12. 1978 v Nové Vísce u Kadaně (okres Chomutov).

## Kontext
Od počátku normalizace se v Československu začalo vytvářet nonkonformní společenství, které samo sebe postupně začalo označovat jako underground. Jádro tvořil zejména okruh alternativních rockových kapel, z nichž nejvýraznější byla The Plastic People of the Universe. Tyto kapely byly postupem času stále více zatlačovány do ilegality a neměly možnost veřejně vystupovat. Zásadní událostí v tomto směru byl neuskutečněný koncert Plastic People a Dg 307 v Rudolfově u Českých Budějovic 30. března 1974, kde došlo k brutálnímu zásahu VB a hromadnému zatýkání návštěvníků.
Koncem května 1974 byl z vězení, kde strávil deset měsíců za výtržnictví kvůli potyčce s příslušníkem StB, propuštěn Ivan Martin Jirous („Magor“), manažer a umělecký vedoucí Plastic People a jedna z ústředních postav undergroundu. Po jeho propuštění ho Arnošt Hanibal pozval na svou chystanou svatbu jako svědka. Svatební oslava byla nakonec pojata jako velká akce, jejíž organizace se Jirous ujal.

## Průběh
Na akci do sokolovny v malé obci u Benešova dorazilo mnoho lidí z pražského undergroundového prostředí, na jejich dopravu tam a zpět byly mimo jiné zamluvené dva autobusy.
Vystoupila zde celá řada kapel různé úrovně i žánrového zařazení – rock'n'rolloví Old Teenagers, Sen noci svatojánské band, složený ze členů Křižovnické školy, recesistická dechovka Vratislava Brabence Goldberg Grass Band, alternativní uskupení Pavla Zajíčka a Mejly Hlavsy Dg 307 či písničkáři Svatopluk Karásek a Charlie Soukup. Vrcholem večera bylo vystoupení The Plastic People of the Universe a následně All Together band, skupiny složené improvizovaně z jádra personálně propojených kapel Plastic People a Dg 307.
Jeden z účastníků akce, Josef Dlouhý, který v té době pracoval jako asistent režie u Československé televize, si načerno vypůjčil televizní nahrávací techniku a celý večer zdokumentoval.
Podle zprávy StB, která celou akci sledovala, skončila produkce kolem 22:30.

## Reakce StB
Je pozoruhodné, že se akce nedlouho po zátahu v Rudolfově uskutečnila, a to přesto, že o jejím konání StB dopředu věděla. Podle všeho zde selhala místní benešovská StB, která si nespojila aktéry rudolfovské akce s chystanou svatební oslavou. V sále měl být přítomný informátor, ale mimo kontroly autobusů při zpáteční cestě policejní síly nijak nezasáhly.  
Následně se však postupické události staly jedním z podnětů k zintenzivnění zájmu StB o underground a jeho protagonisty, kteří své aktivity přesunuli do Klukovic. Postupice zazněly také v rámci obžaloby při procesu proti členům Plastic People a Dg 307 v roce 1976. Nešťastnou úlohu zde sehrál Dlouhého film, který se dostal do rukou StB a posloužil jako důkazní materiál a v roce 1977 byl zneužit pro propagandistický snímek Atentát na kulturu.